# 克什纳
克什纳（穆麟德轉寫：Kesine，？—1534年），又作速黑忒，纳喇氏，明朝中期海西女真首领，王忠的父亲，王台的祖父。
正德至嘉靖初年，为塔山前卫左都督。早年居住在松花江曲折南北沿江之地，相当于今天吉林省扶余市、农安县、黑龙江省肇州县、哈尔滨市以东。依靠水陆交通的便利，发展农业，势力开始强大，威震各部。明武宗正德十三年（1518年）明朝封他为都督。明世宗嘉靖三年（1524年）招抚有功，赐给他蟒袍。嘉靖十年（1531年），杀猛克，捕获逃亡，晋升为左都督。嘉靖十三年（1534年），被族人巴代达尔汉杀死。其子彻彻木、旺济外兰（王忠）嗣位。